# Limans de Bourgas
Les limans de Bourgas sont un ensemble de cinq limans situés dans l'Est de la Bulgarie, sur la côte de la mer Noire, près de la ville de Bourgas.
Du nord au sud, les limans de Bourgas sont :
- le lac de Pomorié, liman très salé ;
- le lac d'Atanasovo qui constitue une réserve naturelle ;
- le lac de Bourgas ou lac Vaya, le plus grand liman de Bulgarie par sa superficie ;
- le lac Poda, parfois considéré comme partie du lac de Mandra ;
- le lac Mandra, devenu le plus grand réservoir d'eau douce en Bulgarie.

## Galerie

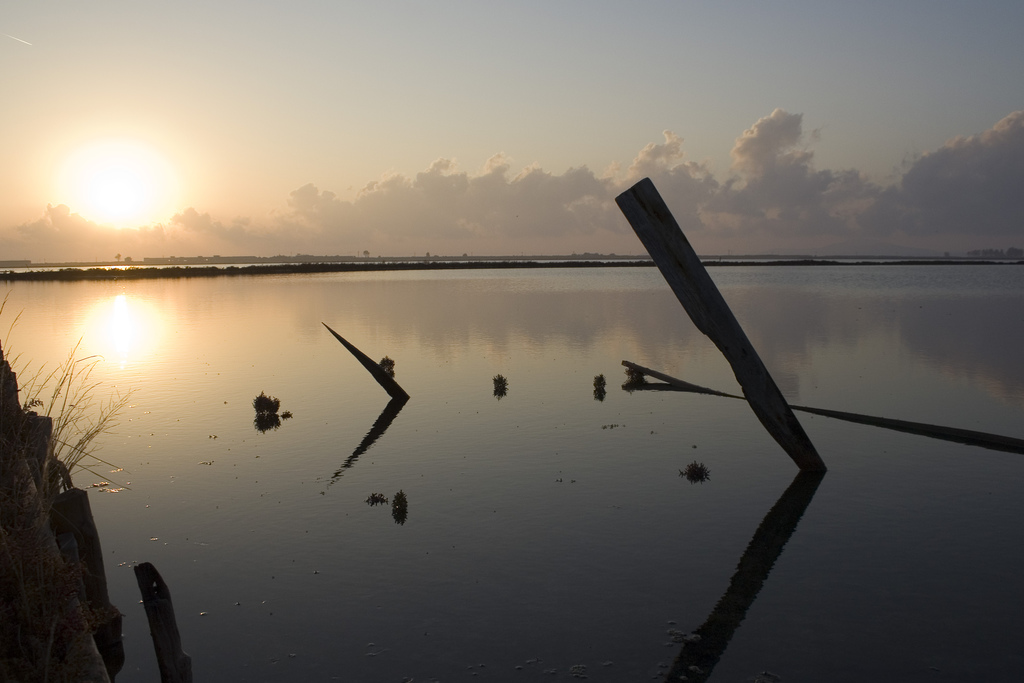
Lac d'Atanasovo
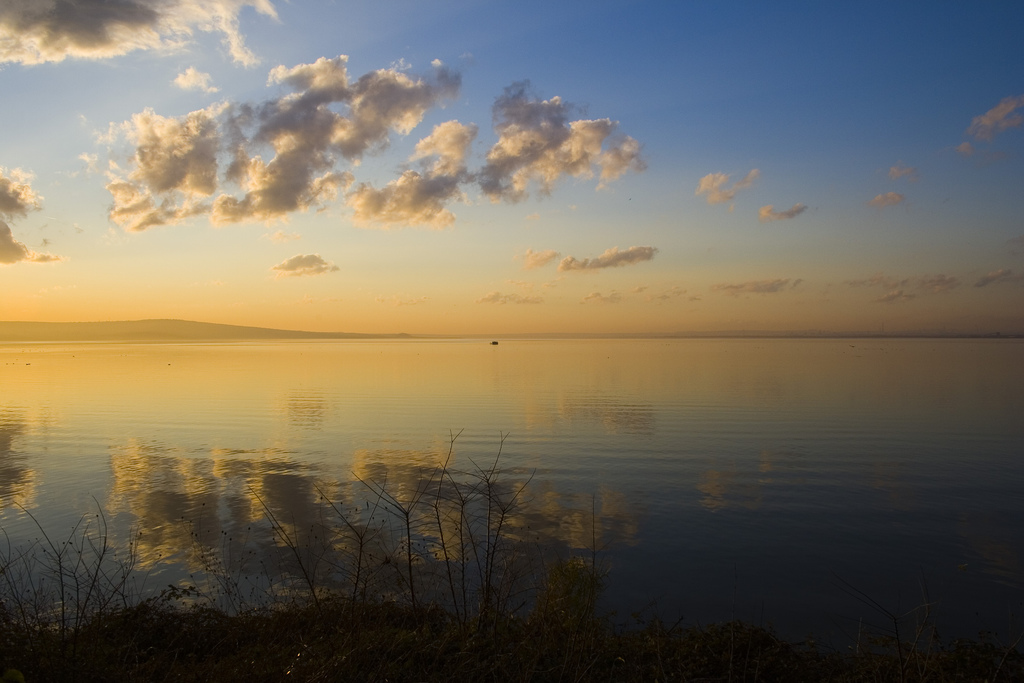
Lac de Bourgas
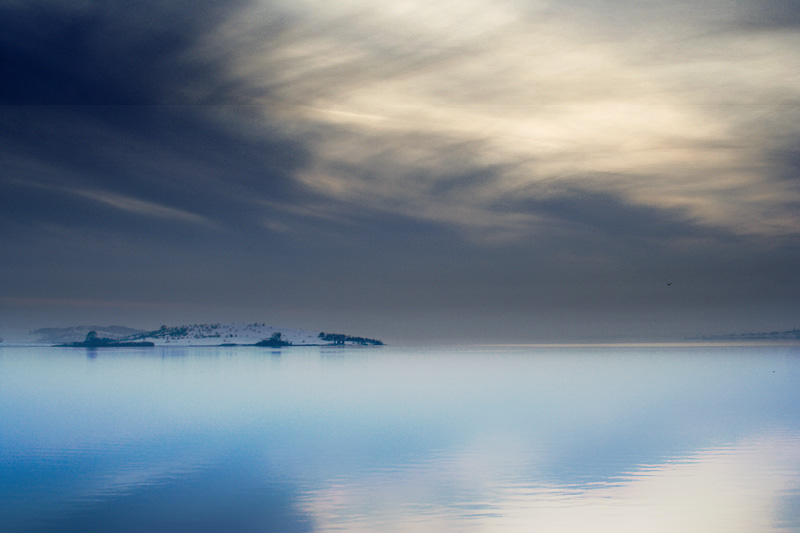
Lac Mandra